# Бамба, Ибраима
Ибраима Кадер Ариэль Бамба (итал. Ibrahima Kader Ariel Bamba; родился 22 апреля 2002) — итальянский футболист, опорный полузащитник катарского клуба «Аль-Духаиль».

## Клубная карьера
В возрасте 13 лет Бамба присоединился к итальянскому клубу «Про Верчелли», откуда в 2020 году перешёл в «Виторию Гимарайнш». 27 февраля 2022 года он дебютировал в чемпионате Португалии в матче против «Бенфики».